# Campeonato Europeo de Tiro en 10 m de 2012
El XLII Campeonato Europeo de Tiro en 10 m se celebró en Vierumäki (Finlandia) entre el 14 y el 20 de febrero de 2012 bajo la organización de la Confederación Europea de Tiro (ESC) y la Federación Finlandesa de Tiro Deportivo.
Las competiciones se realizaron en la Arena de Vierumäki.

## Resultados

### Masculino
| Evento                            | Oro                                     | Plata                                 | Bronce                           |
| --------------------------------- | --------------------------------------- | ------------------------------------- | -------------------------------- |
| Rifle de aire 10 m (19.02)        | Denis Sokolov · Rusia · 701,5           | Niccolo Campriani · Italia · 700,9    | Marco De Nicolò · Italia · 700,8 |
| Rifle de aire 10 m (equipos)      | Italia · 1789                           | Francia 1784                          | Rusia · 1784                     |
| Pistola de aire 10 m (18.02)      | Pablo Carrera · España · 687,1          | Yusuf Dikeç Turquía 685,7             | Leonid Ekimov · Rusia · 684,5    |
| Pistola de aire 10 m (equipos)    | Rusia · 1746                            | Turquía 1741                          | Bielorrusia · 1735               |
| Blanco móvil 10 m (16.02)         | Maxim Stepanov · Rusia ·                | Emil Martinsson · Suecia ·            | Alexandr Blinov · Rusia ·        |
| Blanco móvil 10 m (equipos)       | Rusia · 1733                            | Finlandia · 1713                      | Ucrania · 1706                   |
| Blanco móvil mixto 10 m (18.02)   | Vladyslav Prianishnikov · Ucrania · 389 | Krister Holmberg · Finlandia · 385+20 | Dmitri Romanov · Rusia · 385+19  |
| Blanco móvil mixto 10 m (equipos) | Rusia · 1144                            | Ucrania · 1138                        | República Checa · 1138           |

### Femenino
| Evento                            | Oro                                    | Plata                                     | Bronce                            |
| --------------------------------- | -------------------------------------- | ----------------------------------------- | --------------------------------- |
| Rifle de aire 10 m (18.02)        | Sonja Pfeilschifter · Alemania · 502,8 | Kateřina Emmons · República Checa · 502,2 | Andrea Arsović Serbia 501,4       |
| Rifle de aire 10 m (equipos)      | Alemania · 1190                        | Serbia 1188                               | Francia 1188                      |
| Pistola de aire 10 m (19.02)      | Bobana Veličković Serbia 487,1         | Olena Kostevych · Ucrania · 486,7         | Liubov Yaskevich · Rusia · 483,9  |
| Pistola de aire 10 m (equipos)    | Rusia · 1148                           | Hungría · 1146                            | Serbia 1142                       |
| Blanco móvil 10 m (16.02)         | Irina Izmalkova · Rusia ·              | Olga Stepanova · Rusia ·                  | Galina Avramenko · Ucrania ·      |
| Blanco móvil 10 m (equipos)       | Rusia · 1139                           | Ucrania · 1118                            | Finlandia · 1027                  |
| Blanco móvil mixto 10 m (18.02)   | Galina Avramenko · Ucrania · 378       | Olga Stepanova · Rusia · 377              | Liudmyla Vasyliuk · Ucrania · 373 |
| Blanco móvil mixto 10 m (equipos) | Rusia · 1120                           | Ucrania · 1119                            | Finlandia · 1002                  |

## Medallero
| Núm. | País            | Oro | Plata | Bronce | Total |
| ---- | --------------- | --- | ----- | ------ | ----- |
| 1    | Rusia           | 9   | 2     | 5      | 16    |
| 2    | Ucrania         | 2   | 4     | 3      | 9     |
| 3    | Alemania        | 2   | 0     | 0      | 2     |
| 4    | Serbia          | 1   | 1     | 2      | 4     |
| 5    | Italia          | 1   | 1     | 1      | 3     |
| 6    | España          | 1   | 0     | 0      | 1     |
| 7    | Finlandia       | 0   | 2     | 2      | 4     |
| 8    | Turquía         | 0   | 2     | 0      | 2     |
| 9    | Francia         | 0   | 1     | 1      | 2     |
|      | República Checa | 0   | 1     | 1      | 2     |
| 11   | Hungría         | 0   | 1     | 0      | 1     |
|      | Suecia          | 0   | 1     | 0      | 1     |
| 13   | Bielorrusia     | 0   | 0     | 1      | 1     |
|      | TOTAL           | 16  | 16    | 16     | 48    |